# 강정호
강정호(음력 1987년 4월 5일 ~ )는 전 도미니카 윈터 베이스볼 리그 아길라스 시베냐스의 내야수이자, 현 KINGKANG 아카데미의 대표이다.

## 선수 시절

### 아마추어 시절
초등학교 때부터 주 포지션이었던 외야수, 3루수는 물론 투수, 포수로서의 재능도 상당히 뛰어나 모든 포지션을 도맡았다. 나승현과 함께 광주제일고등학교의 원투 펀치 에이스로 활약했다. 원래 내야수였다가 3학년 때 포수로 전향했는데 팀 내에서 그 말고는 나승현의 공을 제대로 잡는 포수가 없었던 게 가장 큰 이유였다. 투구 구속이 148km/h가 나올 정도로 어깨가 굉장히 좋았고 프로 스카우트들 사이에서는 어깨뿐만 아니라 공을 빼는 속도와 능력은 당장에 프로에서도 포수로서 최상급 수준이라고 평했을 정도로 인정받았다. 2005년 황금사자기 결승전에서 8이닝 2피안타, 무실점으로 승리 투수가 되며 광주제일고등학교의 우승에 큰 기여를 했고 대회 우수 투수상과 타점상을 받았다. 그 시절 우승을 이끈 대활약으로 지금까지 황금사자기가 낳은 최고의 스타로 불렸다. 같은 해 청소년 국가대표로 선발돼 제 6회 아시아청소년야구선수권 대회에 주전 포수이자 주장으로 출전했다.
그는 광주제일고등학교의 주장이자 4번 타자, 포수를 맡아 맹활약했으며, 2학년 때에 이어서 2년 연속 청소년 대표팀에 선발됐다. 한국에서 이재원과 함께 2학년 때부터 청소년 대표로 뽑힌 야수로 주 포지션인 유격수, 3루수뿐만 아니라 투수, 포수, 2루수, 1루수까지 내야 모든 포지션을 볼 수 있는 만능 유망주로서 이름을 알렸다. 그 당시 동기인 류현진, 한기주, 나승현, 김현수, 이재원, 민병헌, 김문호, 최주환 등과 후배인 김광현 등 쟁쟁한 대표팀 선수들 사이에서도 일본에서 가장 주의해야 할 한국 선수로 뽑혔으며, 청소년 대표팀에서도 주장과 4번 타자를 맡았다. 2005년 청소년 야구대회에서 일본 에이스 스지우치를 상대로 유일한 타점을 올렸으며, 대회에서 15타수 6안타, 5타점, 타율 0.375을 기록했다. 대회 후 청소년 대표 베스트 10 포수로 선정되기도 했다. 당시 광주일고 허세환 감독은 그가 알루미늄 배트를 쓰는 세대에 있었다면 전년도 1차 지명 대상자였던 최정, 박병호 그 이상이었을 거라고 말해 화제를 모았다. 특이하게도 본인과 스타일이 정반대지만 고교 시절 롤모델이자 우상으로 삼던 선수는 이치로였다. 2005년 드래프트에서는 광주에 계약금 10억원의 대형 신인 한기주가 있었고 같은 고등학교의 에이스 나승현도 있었기에 고졸 야수로는 가장 빠른 순번인 2차 드래프트 1라운드에 지명됐다.

### 한국 프로야구 시절

#### 현대 유니콘스시절
2006년에 2차 1라운드 지명을 받아 입단하였다. 지명 당시 포지션은 포수였으나 입단 후 내야수로 전향했다. 입단 초기 전지훈련 때 당시 감독이었던 김재박으로부터 박진만보다 훨씬 낫다는 평가를 받았다. 2006년 시즌 개막전에 주전으로 기용되며 프로에 데뷔했다. 시즌 초반에 잠시 1군에 머물렀으나 당시 팀이 상위권에 있어서 신인을 기용해 실험할 상황이 아니었고 김재박의 마지막 재임 기간이자 성적을 내야 하는 기간이라 유망주였던 그에게 기회는 없었다. 그로 인해 2006년에는 10경기, 2007년 20경기에만 나오는 등 좀처럼 출장 기회를 얻지 못했다. 입단하자마자 2군에서 1년차 때부터 타율 0.322, 16홈런, 73타점, OPS 0.955를 기록했다. 2군 2년차 때는 코뼈 부상으로 후반기에만 출전했다. 그는 2012년 시즌 중반 인터뷰에서 2군에서 아무리 잘해도 1군 경기 출전 기회를 주지 않았던 2006년 ~ 2007년이 가장 힘들었던 시기이자 야구를 그만둘 뻔했던 시기였다고 밝혔다. 입단하면서 가장 닮고 싶은 선수로 알렉스 로드리게스를 뽑았는데 이유는 단순히 그가 최고 선수라서 그렇다고 밝혔다.

#### 넥센 히어로즈시절

##### 2008 시즌
3월 10일 현대 유니콘스가 해체되고 선수단이 인계된 이후 1군에서 본격적으로 두각을 드러내 그 해 116경기에 출장했다. 그는 초반에 2루수로 활동했는데 허구연, 이효봉, 이용철 해설위원으로부터 당시 최고의 2루수 수비 범위를 자랑했던 '2루수 고영민' 그 이상의 재목이라는 평가를 받았다. 야구 선수 중 글러브에서 공을 빼는 속도가 가장 빨랐고 어깨가 강했기에 그런 평을 들었는데 팀 내 유격수 황재균이 너무 수비를 못했고 그를 2루수로 키우기엔 강한 어깨가 너무 아까워 유격수로 전향시켰다. 그가 유격수를 맡고 나서 당시 감독이었던 이광환과 수석코치였던 이순철뿐만 아니라 타 팀 감독이었던 김성근, 김경문, 조범현으로부터 팀의 내야가 완전히 달라졌다는 소리를 들었다. 그의 야구 재능을 엿볼 수 있었던 건 당시 팀의 배터리코치였던 장채근이 포수로 키우면 엄청난 선수가 될 거라고 장담했는데 이광환은 장차 최고 유격수가 될 선수를 뭐하러 포수로 전향시키느냐고 반대하며 유격수로 못박았다. 그는 5월까지 타율이 1할대 초반에 그쳐 '수비만 잘하는 그저그런 선수', '수비용 전용 유틸플레이어', '이광환 양아들'이라는 비아냥을 들었다. 그런데도 이광환은 뛰어난 안목을 보이며 예전 본인의 애제자였던 유지현뿐만 아니라 박진만보다 훨씬 낫다고까지 말하며 비판 받으면서도 그를 꾸준히 기용했다.. 결국 6월 들어 타격이 완전히 살아나며 후반기 타율 3할8푼, 6홈런, 30타점을 기록했고 팀의 주전 유격수로 자리잡았다. 이 시즌에 그는 골든글러브 수상자였던 박기혁보다 뛰어난 타격 능력을 보였고 내야 모든 포지션을 소화할 수 있는 발군의 수비 능력까지 보이며 리그를 대표하는 대형 유망주로 떠올랐다. 당시에 가장 핫한 유망주로서 타 팀 팬들의 트레이드 블록으로 자주 거론되며 유명세를 탔다.

##### 2009 시즌
WBC가 끝나고 박진만의 부상 등으로 박기혁이 공백을 메웠고, 최정이 대체 유격수로 나섰으나 최악의 수비를 보여주며 차기 국가대표 유격수 부재에 대한 한국 언론들의 질문이 거셌다. 당시 국가대표 감독이었던 김인식은 "국가대표 유격수를 뭐하러 걱정하느냐? 차기 국가대표 유격수에 그가 있다"는 발언을 하며 주목을 받았다. 전년도의 활약 덕분에 초반부터 팀의 주전 유격수로 활동했다. 이 시즌 초반에는 극심한 타격 부진으로 5월까지 1할대에 머물렀으나 6월부터 타격감을 끌어올리기 시작했고 후반기 0.378, 16홈런, OPS 11할을 기록하며 2할대 타율, 23홈런, 82타점의 유격수로써 엄청난 시즌 성적을 남겼다. 또 2003년 홍세완 이후 6년만에 유격수 20홈런을 달성했다. 팀 내 백업도 없이 홀로 유격수 전 경기 출장이라는 대기록을 세웠다. 이로써 이전 시즌부터 보이던 타격에서의 잠재력을 증명했고 수비면에서는 내야수로서 리그 최고급의 공 빼는 능력, 강한 어깨, 빠른 송구 능력을 지닌 선수로 평가받았다. 하지만 이런 대기록과 함께 자살, 보살 부문 압도적 1위, 유격수 war 1위, 전 경기 유격수 출장 기록을 세우고도 유격수 부문 골든글러브 수상에 실패했다. 이는 수상자인 손시헌 조차도 그가 골든글러브를 탈 줄 알아서 꽃을 들고 축하해 주러 왔는데 미안하다고 말했을 정도로 이례적인 결과였다. 이 수상 논란으로 인해 골든글러브를 바꿔야 한다는 논란이 계속됐다. 한편 이순철과 이효봉은 그가 이종범 이후로 최고 유격수가 될 자질을 갖춘 선수라고 언급했다.

##### 2010 시즌
그 전 해 골든글러브 수상 실패로 더더욱 절치부심했다. 데뷔 첫 3할 타율 이상을 기록했으나 손목 부상과 기타 잔부상 등으로 인해 홈런이 절반 가까이 급감했다. 하지만 이 성적은 클리프 브룸바, 황재균, 덕 클락, 이택근의 이탈과 온갖 잔부상이라는 악조건에도 불구하고 홀로 팀 타선을 이끌며 이뤄낸 가치있는 기록이었다. 그리고 이러한 활약을 바탕으로 생애 처음으로 유격수 부문 골든글러브를 수상했고, 2년 연속 유격수 전 경기 출장을 기록했다. 광저우 아시안 게임 국가대표팀에도 선출돼 투수코치로 차출된 김시진과 함께 참가해 13타수, 8안타, 3홈런, 8타점, OPS는 무려 25할의 맹타를 휘둘렀다. 특히 대만과의 아시안 게임 결승전에서는 2홈런, 5타점을 기록하고 유격수, 3루수로서 호수비를 펼치며 대한민국 국가대표팀의 금메달 획득에 큰 기여를 해 병역특례를 받았다. 아시안 게임의 대활약으로 추신수와 함께 최고의 타자로 지목되며 MLB는 물론이고 미국 스포츠 방송인 CBS, ESPN에도 이름을 올리는 등 주가를 한참 올렸다. 이후 대만을 상대로 국가대표팀에서 매우 강한 모습을 보여줘서 대만 현지에서도 "가장 경계해야 할 대한민국 타자" "타이완 킬러"라고 불렸다.

##### 2011 시즌
2010년 아시안 게임에서의 대활약으로 시즌 전부터 엄청난 주목을 받았고 MLB 500홈런 타자 게리 셰필드로부터 엄청난 손목 힘과 천부적인 야구재능을 가진 한국 최고의 유격수라고 평가받기도 했다. 시즌 초반 기대를 가지고 팀의 4번 타자의 중책을 부여받았으나 타격이 부진했고 본헤드 플레이까지 저질러 문책성으로 2군에 잠시 내려갔다 오기도 했다. 1군 복귀 이후 4번 타자 자리를 코리 알드리지와 박병호가 맡으면서 원래 타순이었던 5, 6번으로 돌아갔다. 그 이후에는 성적을 다시 끌어올려 유격수 WAR 1위로 시즌을 마감했지만 그의 이름값을 감안하면 아쉬웠고, 당시 팀이 최하위를 기록하며 이대수에게 밀려 골든글러브 수상에 또 실패했다.

##### 2012 시즌
FA로 친정 팀에 돌아온 중견수 이택근과 1루수로 정착한 박병호와 함께 클린업 트리오를 이루어 강력한 타선을 구성했다. 팬들과 언론에서는 이들의 이니셜을 본떠 LPG 트리오라고 불렸다. 그는 유격수인데도 엄청난 장타력을 뽐내며 팬들로부터 알렉스 로드리게스의 별명 A-로드를 본 떠 K-로드라고 불렸다. 또한, 80년대 김재박- 90년대 이종범을 잇는 대형 유격수 계보에 오르기도 했다. 6월 19일까지 엄청난 페이스로 19홈런을 기록했으나 부상을 입은 상태에서 무리하게 출전해 봉와직염을 악화시켰다. 팀이 점점 4강권에서 밀려나자 당시 감독이었던 김시진이 그를 관리하지 못하고 무리하게 기용한 이유도 있었다. 홈런왕 1순위 후보로 뽑히며 승승장구했지만 한동안 부상으로 홈런 침체기에 빠지자 언론에서 스티브블래스 증후군이라는 말을 들을 정도로 상태가 심각했다. 근 2달 동안 홈런을 치지 못했지만 커리어하이인 25홈런을 기록했다. 또 9월 18일 LG전에서는 2도루를 추가하며 유격수로는 이종범에 이어 두 번째로 20-20 클럽에 이름을 올렸다. 모든 유격수들의 성적이나 WAR를 합쳐도 그의 성적을 전혀 못 따라잡거나 2위권 유격수들과는 OPS 차이가 4할~5할 이상 나는 등 누구도 대적할 수 없는 압도적인 성적을 남기며 평화왕이란 별명도 얻었으며 이러한 성적을 바탕으로 총 투표수 351표 중 324표라는 가장 많은 차이의 득표로 2번째 골든글러브를 수상했다. 또한 RF(레인지팩터), 수비율 1위에 올라 ADT 캡스 최고 수비왕, ADT 캡스 베스트 수비수, KBO 베스트 나인으로 선정되며 상이란 상은 모두 휩쓰는 등 최고의 시즌을 보냈다.

##### 2013 시즌
기술위원들이 대표팀에 가장 먼저 뽑아야 될 선수로 거론되며 WBC 대표팀에 선발돼 주전 유격수로 마지막 경기인 타이완전에서 역전 2점 홈런을 치며 승리에 공헌했다. 하지만 2승 1패를 했음에도 불구하고 대표팀은 득실점 차로 예선에서 탈락했다. 이대호는 앞으로 국가대표 참여에 대해 자기보다 후배들이 뽑혔으면 하는 바람을 드러내고 그 중심엔 그가 해결사 역할을 해 줄 것이라고 장담했다. WBC에서의 체력 소진과 부상 등으로 정규 시즌에는 타격이 전체적으로 전년도에 비해 하락했지만 수비에서는 수많은 하이라이트 장면을 만들어 내며 한층 더 발전된 모습을 보였다. 또 타점은 개인 커리어 최다인 96타점을 기록하며 팀의 창단 첫 포스트시즌 진출에 공헌했다. 한편 시즌 중 디트로이트 타이거즈의 스카우트 뿐만 아니라 워싱턴 내셔널스, 필라델피아 필리스, 미네소타 트윈스, 샌디에이고 파드리스, 피츠버그 파이리츠등등 수많은 MLB 스카우트들이 그의 플레이를 체크하기 위해 구장을 방문해 화제가 됐다.
그는 2008년부터 2013년까지 6년 연속 유격수 WAR 1위를 기록했으며 RF(레인지팩터), 수비율에서도 1위에 올라 수비에서도 탑이라는 평가를 들었다. 이런 압도적 성적을 남기며 총 321명중 294표를 받아 큰 차이로 2년 연속 골든글러브를 수상했으며, 전년도에 이어 2년 연속 ADT 캡스 최고 수비왕, ADT 캡스 베스트 수비수, KBO 베스트 나인을 싹쓸이했다.

##### 2014 시즌
4월 9일 KIA전에서 박경태를 상대로 개인 통산 세 자릿수 홈런을 달성했다. 6월 18일 KIA전에서 김진우를 상대로 유격수 최초 3년 연속 20홈런을 달성했다. 시즌이 갈수록 성적이 좋아지며 팀내 경쟁자였던 홈런 선두 박병호, 다승왕 및 방어율왕 앤디 밴 헤켄을 제치고 MVP 유력 후보로 떠올랐다. 올스타 투표에서는 선수들에게 몰표를 받는 등 압도적인 표차로 선수들이 뽑은 최고의 선수로 선정되기도 했다. 8월 2일 LG전에서 코리 리오단을 상대로 이종범 이후 17년만에 역대 2번째 유격수 30홈런을 달성했다. 8월 4일 LG전에서 신정락을 상대로 종전 유격수 최다 홈런 기록인 30홈런을 경신했다. 이 날 홈런으로 언론과 TV에서 온통 그에 대한 기사를 내보낼 정도로 이례적인 스포트라이트를 받았다. 이후 8월 27일 KIA전에서 김병현을 상대로 역전 홈런을 쳐 내며 홍세완에 이어 두 번째 유격수 세 자릿수 타점이자 역대 최초 유격수 30홈런-세 자릿수 타점 기록을 세웠다. 시즌이 갈수록 승승장구했지만 당시 주루코치였던 최만호의 무리한 주루 지시 때문에 홈에서 손가락 부상을 당해 한 달 가까이 경기에 출장하지 못했다. 아시안게임 국가대표 감독이었던 류중일이 대외적으로 걱정을 드러냈고, 국가대표에서 기술위원, 선수들, 팬들에게 가장 핵심적인 선수로 뽑혔기에 안타까운 상황이었다. 하지만 한 달 가까운 실전 공백에도 불구하고 아시안게임 첫 경기부터 홈런을 쳐 내는 등 맹활약했으며 9월 28일 타이완과의 결승전에서 몸에 맞는 공으로 밀어내기 동점을 기록하며 한국의 역전 승의 발판을 마련했다. 1달 가까운 부상의 공백과 우려에도 불구하고 아시안게임 최종 성적은 14타수, 5안타, 2홈런, 7타점, 5득점, 4사사구, 타율 0.357, 출루율 0.500, 장타율 0.929, OPS 1.429(홈런, 타점 전체 선수 1위)을 기록했다. 아시안 게임 MVP 후보로 뽑히며 한국의 금메달 기여에 큰 공헌을 했다. 팀 복귀 후 부진한 모습을 보였지만 시즌 최종전이었던 10월 17일 극적으로 40홈런을 달성하며 유격수 최초 40홈런을 달성했다. 시즌 내내 맹활약을 펼치며 역대 유격수 시즌 최다 홈런, 최다 타점, 최고 출루율, 최고 장타율, 최고 OPS 기록을 다 갈아치웠고 MVP 후보에 올랐다. 플레이오프에서는 15타수 8안타, 2홈런, 4타점, 5득점, 2사사구, 타율 0.533, 출루율 0.588, 장타율 0.933, OPS 1.521의 맹타를 휘둘러 플레이오프 MVP를 수상했고, 한국시리즈 1차전에서 차우찬을 상대로 결승 2점 홈런을 쳐 내며 1차전 MVP에 선정됐다. 시즌 후 골든글러브 투표에서 총 321표중 305표를 득표, 역대 유격수 골든글러브 97%의 최고 득표율을 기록했으며 3년 연속 골든글러브를 수상했다. 신인 때부터 해외 진출 전까지 유격수 최초로 7년 연속 유격수 WAR 1위에 올랐다. 시즌 후 그를 줄곧 지켜보던 MLB 스카우트들의 호응에 힘입어 12월 15일 MLB 진출을 위해 포스팅 시스템을 실시했고, 그 결과 피츠버그 파이리츠가 500만 2015달러를 제시하며 독점 협상권을 가져왔다. 포스팅비는 이치로, 니시오카 쓰요시에 이은 역대 야수들 중 3위에 해당하는 기록이었다. 협상은 류현진만큼 급박하게 전개되진 않았으나 다소 시일을 끌었다. 그리고 마침내, 피츠버그 파이리츠의 4년 1100만 달러 보장 계약에 최종 서명을 함으로써 대한민국 최초의 MLB 직행 내야수가 됐다.

### 미국 프로야구 시절

#### 피츠버그 파이리츠시절

##### 2015 시즌
1월에 4년간 보장 금액 1100만 달러에 계약했다. 5년째에는 구단 옵션 550만 달러가 걸려있었다. 앞서 일본 프로 야구 유격수 도리타니 다카시를 비롯해 한국의 투수 김광현, 양현종이 포스팅을 신청했지만 나란히 기대에 미치지 못하는 결과를 받은 것과 비교해 좋은 평가를 받았다. 김광현, 양현종에게 부정적인 의견을 내놨던 것과는 달리 그의 MLB 진출을 적극적으로 지지하고 도왔던 니코스키와 라이언 사도스키는 그의 분석 글을 작성하며 빅 리그 성공 가능성을 점치기도 했다. 한편, 세인트루이스 카디널스, 필라델피아 필리스 등의 구단들도 그의 입찰에 Strong Bid라는 글을 남기며 참여했는데 단장들이 그를 잡지 못한 것에 대한 아쉬움을 드러냈다. 500만 달러 + 2015달러가 팀의 포스팅 승리에 큰 작용을 한 것으로 추측된다. 워싱턴 내셔널스, 미네소타 트윈스, 디트로이트 타이거스, 애리조나 다이아몬드백스, 텍사스 레인저스, 샌디에이고 파드리스 등의 구단들도 찔러보기 식의 소액의 금액으로 포스팅에 참여한 것으로 알려졌다. 이후 처음엔 백업으로 시작하다가 조금씩 출전 기회를 늘려가며 수비와 타격 모두에서 안정감 있는 모습을 보여줬다. 2015년 5월 4일 세인트루이스 카디널스와의 경기에서 트레버 로즌솔을 상대로 MLB 데뷔 첫 홈런을 기록했다. 이후 4~5월에 적응기를 거쳐 6월에는 3할을 웃돌았던 타율이 2할 5푼대까지 추락하기도 했지만 7월 들어서 타율 0.379, 출루율 0.443, 장타율 0.621, OPS 1.064와 장타 14개(2루타 9개, 3루타 2개, 3홈런)로 다시 반등에 성공하며 유력한 이 달의 신인왕 후보로 미국 현지에서도 거론됐을 뿐만 아니라 팀 소속 신인으로는 1926년 9월 폴 워너(타율 0.381, 장타 14개)와 거의 대등한 성적을 기록했다. 7월 29일 미네소타 트윈스전에서 결승 홈런에 이어 다음날 첫 타석에서도 홈런을 쳐 내며 연타석 홈런을 기록했다. 이어서 7월 31일 신시내티 레즈전에서는 3연타석 2루타를 쳐 냈다. 이러한 활약 덕분에 8월 2일까지 타율 0.299, 출루율 0.372, 장타율 0.460을 기록했다. 또한 7월에 25경기에 출전해 타율 0.379, 출루율 0.443, 장타율 0.621, 3홈런, 9타점, 15득점, OPS 1.064. 7월 OPS는 MLB 전체 7위(60타석 이상 소화 기준)라는 신인으로서는 괄목할 만한 성과를 올림과 동시에 MLB 7월의 신인상을 수상했다. 이는 한국 선수로는 역대 2번째 수상이며 최희섭 이후 12년 만이었다. 팀 내에서도 야수로는 2010년 이후 처음이었다. 그리고 동양인 내야수 역사상 최초로 실버 슬러거 상 후보에 거론됐다. 이러한 활약에 현지 팀 내에서 신드롬을 일으컀다. 9월 9일 신시내티 레즈와의 경기에서는 선발 샘슨을 상대로 MLB 첫 만루 홈런을 쳐 내며 팀의 승리를 이끌었다. 그리고 9월 12일 당시 신인들 중 최다 멀티 히트를 기록했으며 신인으로 기록을 한정하지 않아도 WRC+,Fwar가 리그 전체 유격수들 중 1위, 3루수들 중에는 6위를 기록했다. 하지만 9월 18일 시카고 컵스전에서 크리스 코글란와 충돌해 왼 무릎 내측 측부 인대 및 반월판 파열, 정강이뼈 골절이라는 중상을 입고 수술대에 올랐다. 내셔널 리그 신인왕 투표에서 2위표 4장, 3위표 16장을 얻어 크리스 브라이언트, 맷 더피에 이어 3위를 차지했다.

##### 2016 시즌
타율은 지난 시즌에 비해 떨어졌으나 팀의 간판 선수 앤드류 맥커친이 부진할 때 4번 타자로 나서는 등 확실하게 주전 선수로써 입지를 굳혀나갔다. 9월 26일 워싱턴 내셔널스의 브라이스 하퍼가 3루로 슬라이딩 해 들어갈 때 당시 3루수였던 그가 태그를 하는 과정에서 브라이스 하퍼가 부상을 입으며 양 팀간의 신경전이 시작됐고 다음 이닝에서 워싱턴 내셔널스의 투수가 그에게 머리 쪽으로 위협구를 던지면서 투수는 퇴장당했다. 그러자 프란시스코 서벨리와 션 로드리게스 등이 그를 보호하기 위해 전면전에 나섰고 결국 양 팀은 벤치 클리어링이 일어났다. 이 경기에서 그는 20호 홈런을 기록하는 등 큰 활약을 했다. 이 시즌에는 팀의 중심 타자로써 기대에 부응하는 모습을 보여줬다. 음주 운전으로 인해 2017년 시즌에는 출전하지 못했다.

##### 2018 시즌
9월 29일에 726일만에 빅 리그에 복귀했다. 2018년 11월 9일에 1년 550만 달러에 재계약했다.

##### 2019 시즌
8월 5일에 방출됐다.

### 도미니카 프로야구 시절

#### 아길라스 시베나스시절
2017년에 피츠버그 파이리츠의 주선으로 입단했으나 성적 부진으로 방출됐다.

## 별명
- 유격수 중 압도적인 성적을 내어 '평화왕'이라고 불린다.
- 2009년에 그가 팀 동료들에게 백 허그를 하는 듯한 장면이 연출돼 '강게이'라고 불렸다.

## 등번호

### KBO
- '25' - 현대 유니콘스 (2006년)
- '17' - 현대 유니콘스 (2007년), 우리 히어로즈 (2008년)
- '16' - 넥센 히어로즈 (2009년 ~ 2014년)

### MLB
- '27' - 피츠버그 파이리츠 (2015년 ~ 2016년)
- '16' 피츠버그 파이리츠 (2017년 ~ 2019년)

### -LIDOM
- '13' - 아길라스 시베나스 (2017년)

## 수상

### 국제대회
- 아시안 게임 금메달 2회 (2010년, 2014년)

## 국가대표팀 성적

### 2010년 광저우 아시안 게임
11월 14일 — 19:00
| 팀                                                                            | 1 | 2 | 3 | 4 | 5 | 6 | 7 | 8 | 9 | R  | H  | E |
| 홍콩                                                                          | 0 | 0 | 0 | 0 | 0 | 0 | X | X | X | 0  | 3  | 2 |
| 대한민국                                                                      | 0 | 3 | 0 | 2 | 4 | 6 | X | X | X | 15 | 12 | 0 |
| 승리 투수: 임태훈 패전 투수: 차우 천슁 던컨 홈런: 대한민국 – 강정호 (6회 2점) |   |   |   |   |   |   |   |   |   |    |    |   |

11월 16일 — 13:00
| 팀                                         | 1 | 2 | 3 | 4 | 5 | 6 | 7 | 8 | 9 | R  | H  | E |
| 대한민국                                   | 3 | 4 | 1 | 0 | 9 | X | X | X | X | 17 | 15 | 1 |
| 파키스탄                                   | 0 | 0 | 0 | 0 | 0 | X | X | X | X | 0  | 2  | 4 |
| 승리 투수: 김명성 패전 투수: HAIDER Saleem |   |   |   |   |   |   |   |   |   |    |    |   |

- 그는 파키스탄전에서 유격수가 아닌 3루수로 선발 출전했다. 이후 최정이 투입되면서 유격수로 수비위치가 변경되었다.

11월 18일 — 12:00
| 팀                                                                   | 1 | 2 | 3 | 4 | 5 | 6 | 7 | 8 | 9 | R | H  | E |
| 중화인민공화국                                                       | 0 | 0 | 1 | 0 | 0 | 0 | 0 | 0 | 0 | 1 | 4  | 1 |
| 대한민국                                                             | 0 | 2 | 1 | 0 | 3 | 0 | 1 | 0 | X | 7 | 10 | 0 |
| 승리 투수: 양현종 패전 투수: 루젠강 홈런: 대한민국 – 추신수(3회 1점) |   |   |   |   |   |   |   |   |   |   |    |   |

11월 19일 — 18:00
| 팀                                                                                                 | 1 | 2 | 3 | 4 | 5 | 6 | 7 | 8 | 9 | R | H  | E |
| 대한민국                                                                                           | 1 | 1 | 4 | 0 | 0 | 0 | 1 | 0 | 2 | 9 | 17 | 2 |
| 중화 타이베이                                                                                      | 1 | 0 | 0 | 2 | 0 | 0 | 0 | 0 | 0 | 3 | 8  | 1 |
| 승리 투수: 윤석민 패전 투수: 판웨이룬 홈런: 대한민국 – 이대호(3회 솔로), 강정호 (3회 2점, 9회 2점) |   |   |   |   |   |   |   |   |   |   |    |   |

- 그는 4-1로 앞선 3회초 2사 1루 상황 때 타석에 들어서 상대 구원 천관위의 6구째를 잡아당겨 왼쪽 담장을 넘기는 투런 아치를 그려냈다.
- 7회 무사 1,2루의 찬스 때 타석에 들어선 그는 좌전 적시타를 날리며 대한민국에 추가점을 안겼다.
- 그는 9회 1사 1루에서 황즈롱의 3구째를 노려쳐 왼쪽 폴대를 맞히는 투런포를 폭발했다.

### 2013년 월드 베이스볼 클래식
3경기 출전, 12타석 9타수 2안타 3볼넷 1홈런 2타점 OPS 0.912

### 2014년 인천 아시안 게임
5경기 출전, 18타석 14타수 5안타, 타율 0.357, 출루율 0.500, 장타율 0.929, OPS 1.429. 2홈런, 7타점, 5득점 (홈런, 타점 1위)

### 국제대회 성적
2010 아시안게임 13타수 8안타 3홈런 8타점 OPS 2.028
2013 WBC 9타수 2안타 3볼넷 1홈런 2타점 OPS 0.912
2014 아시안게임 14타수 5안타 2홈런 7타점 OPS 1.429

## 통산 기록
| 연 도          | 소 속          | 나 이          | 경 기 | 타 석 | 타 수 | 득 점 | 안 타 | 2 루 타 | 3 루 타 | 홈 런 | 타 점 | 도 루 | 도 실 | 볼 넷 | 삼 진 | 타 율 | 출 루 율 | 장 타 율 | O P S | 루 타 | 병 살 타 | 몸 맞 | 희 타 | 희 플 | 고 4 |
| -------------- | -------------- | -------------- | ----- | ----- | ----- | ----- | ----- | ------- | ------- | ----- | ----- | ----- | ----- | ----- | ----- | ----- | -------- | -------- | ----- | ----- | -------- | ----- | ----- | ----- | ---- |
| 2006           | 현대           | 19             | 10    | 21    | 20    | 1     | 3     | 1       | 0       | 0     | 1     | 0     | 1     | 0     | 8     | .150  | .150     | .200     | .350  | 4     | 1        | 0     | 1     | 0     | 0    |
| 2007           | 현대           | 20             | 20    | 15    | 15    | 0     | 2     | 0       | 0       | 0     | 0     | 0     | 0     | 0     | 5     | .133  | .133     | .133     | .267  | 2     | 1        | 0     | 0     | 0     | 0    |
| 2008           | 우리           | 21             | 116   | 408   | 362   | 36    | 98    | 18      | 1       | 8     | 47    | 3     | 1     | 31    | 65    | .271  | .334     | .392     | .726  | 142   | 12       | 5     | 7     | 3     | 1    |
| 2009           | 히어로즈       | 22             | 133   | 538   | 476   | 73    | 136   | 33      | 2       | 23    | 81    | 3     | 2     | 45    | 81    | .286  | .349     | .508     | .858  | 242   | 18       | 4     | 8     | 5     | 2    |
| 2010           | 넥센           | 23             | 133   | 522   | 449   | 60    | 135   | 30      | 2       | 12    | 58    | 2     | 2     | 61    | 87    | .301  | .391     | .457     | .848  | 205   | 14       | 7     | 3     | 2     | 6    |
| 2011           | 넥센           | 24             | 123   | 504   | 444   | 53    | 125   | 22      | 2       | 9     | 63    | 4     | 6     | 43    | 62    | .282  | .353     | .401     | .754  | 178   | 12       | 9     | 3     | 5     | 4    |
| 2012           | 넥센           | 25             | 124   | 519   | 436   | 77    | 137   | 32      | 0       | 25    | 82    | 21    | 5     | 71    | 78    | .314  | .413     | .560     | .973  | 244   | 16       | 6     | 1     | 5     | 8    |
| 2013           | 넥센           | 26             | 126   | 532   | 450   | 67    | 131   | 21      | 1       | 22    | 96    | 15    | 8     | 68    | 109   | .291  | .387     | .489     | .876  | 220   | 18       | 6     | 2     | 6     | 3    |
| 2014           | 넥센           | 27             | 117   | 501   | 418   | 103   | 149   | 36      | 2       | 40    | 117   | 3     | 3     | 68    | 106   | .356  | .459     | .739     | 1.198 | 309   | 8        | 13    | 0     | 2     | 2    |
| 2015           | PIT            | 28             | 126   | 467   | 421   | 60    | 121   | 24      | 2       | 15    | 58    | 5     | 4     | 28    | 99    | .287  | .355     | .461     | .816  | 194   | 10       | 17    | 0     | 1     | 0    |
| 2016           | PIT            | 29             | 103   | 370   | 318   | 45    | 81    | 19      | 0       | 21    | 62    | 3     | 1     | 36    | 79    | .255  | .354     | .513     | .867  | 163   | 11       | 14    | 0     | 2     | 1    |
| 2018           | PIT            | 31             | 3     | 6     | 6     | 0     | 2     | 0       | 0       | 0     | 0     | 0     | 0     | 0     | 1     | .333  | .333     | .333     | .667  | 2     | 0        | 0     | 0     | 0     | 0    |
| 2019           | PIT            | 32             | 65    | 185   | 172   | 15    | 29    | 7       | 1       | 10    | 24    | 0     | 0     | 11    | 60    | .169  | .222     | .395     | .617  | 68    | 4        | 1     | 0     | 1     | 0    |
| KBO 통산 : 9년 | KBO 통산 : 9년 | KBO 통산 : 9년 | 902   | 3560  | 3070  | 470   | 916   | 193     | 10      | 139   | 545   | 51    | 28    | 387   | 601   | .298  | .383     | .514     | .896  | 1546  | 100      | 50    | 25    | 28    | 26   |
| MLB 통산 : 4년 | MLB 통산 : 4년 | MLB 통산 : 4년 | 297   | 1028  | 917   | 120   | 233   | 50      | 3       | 46    | 144   | 8     | 5     | 75    | 239   | .254  | .331     | .466     | .796  | 427   | 25       | 32    | 0     | 4     | 1    |

- 시즌 기록 중 굵은 글씨는 해당 시즌 최고 기록

## 같이 보기
- 대한민국 출신 메이저 리그 베이스볼 선수 목록

## 참조
1. ↑  MLB 프로필(210 lb) 기준. KBO 프로필은 96kg.
2. ↑  링크
3. ↑  황금사자기 광주일고 21년만에 황금사자 품다 - 동아일보
4. ↑  강정호 스타 배출 ‘황금사자기’…올해 가장 주목받는 선수는? - 동아일보
5. ↑  ;황금사자기' 송진우 봉중근 강정호… 빛나는 황금☆들  - 동아일보
6. ↑  “강정호는 최고의 만능선수 … 스승으로 이보다 보람된 일 없어” - 광주일보
7. ↑  亞청소년야구, 프로야구의 미래 미리본다 - 마이데일리
8. ↑  '이달의 신인' 강정호…우상은 '스즈키 이치로' 헤럴드경제
9. ↑  현대 김재박 감독, "강정호, 박진만 신인시절보다 모든면에서 뛰어나" - 스포츠조선
10. ↑  고졸신인 강정호, '제2의 박진만' 방망이도 '굿' 보관됨 2016-06-04 - 웨이백 머신 스포츠조선
11. ↑  현대 신인 강정호, '박진만 이상의 유격수' OSEN
12. ↑  유격수뿐만 아니라 3루,2루,1루,포수까지 만능맨 강정호의 진가 보관됨 2013-10-31 - 웨이백 머신 - 한국일보
13. ↑  이광환, "강정호, 차기 국가대표 유격수 감 앞으로 한국 역사상 최고의 유격수가 될 것" - OSEN
14. ↑  이영선 (2008년 7월 11일). “이광환 "강정호, 박진만보다 훨씬 낫다"”. 스포츠서울. 2008년 7월 22일에 확인함.[깨진 링크(과거 내용 찾기)]
15. ↑  '4년만의 GG' 손시헌 "강정호에게 너무 미안하다" - 마이데일리
16. ↑  이종범 이후 최고 유격수는 강정호 경향신문 2009년 12월 10일
17. ↑  대만킬러 강정호, 아시아 강타자로 우뚝 스포츠서울
18. ↑  게리 셰필드, "강정호 엄청난 손목힘과 메이저에서 뛸 모든 자질을 갖춘 유격수" 마이데일리
19. ↑  강정호 2군 강등, ‘주루 플레이 미스’ 기강 해이 질책성 2군행인 듯 - 뉴스엔
20. ↑  넥센 'LPG 타선' 연쇄 폭발 - 스포츠한국
21. ↑  강정호, 유격수 3할·30홈런·100타점 도전 - 마이데일리
22. ↑  넥센 강정호, 김재박-이종범 잇는 대형 유격수 한국일보
23. ↑  홈런실종 강정호, 스티브 블레스 증후군인가 스포츠조선
24. ↑  최고의 시즌 강정호 "올핸 마음의 여유가 있었다." - 스포츠조선
25. ↑  국가대표 봉중근 강정호에 이은 플랜B 스타는? 스포츠조선
26. ↑  ‘강정호 보기위해 ML 구단들 집결, 목동은 항상 인산인해' OSEN 2013년 6월8일
27. ↑  최고 유격수는 넥센 강정호, ADT캡스 베스트 수비수,베스트 나인 싹쓸이 스포츠조선
28. ↑  첫 선수투표, 선수들에게 최고 올스타는 강정호 OSEN
29. ↑  넥센 강정호 30홈런-100타점 유격수 대기록 달성 오마이뉴스
30. ↑  류중일, "대표팀, 강정호 부상이 가장 큰 우려" OSEN
31. ↑  강정호 강철멘탈, 국제용 거포 입증 이데일리
32. ↑  넥센 강정호 3할 40홈런-100타점 유격수로는 아시아 최초기록 스포츠동아
33. ↑  한국 최고 유격수 강정호의 최다득표율 GG 수상 일간스포츠
34. ↑  '500만$' 강정호, 역대 포스팅 TOP10 '야수 3위' - OSEN
35. ↑  강정호의 파란만장했던 야구인생 스포츠서울
36. ↑  한-일 대표 유격수 강정호-도리타니의 희비 일간스포츠
37. ↑  ML 전문가 3인의 ‘빅3’ 기상도, ‘강정호>양현종>김광현’ 이영미칼럼
38. ↑  강정호 ‘호평’·김광현 ‘혹평’…엇갈린 평가 이유는? 보관됨 2015-06-14 - 웨이백 머신 채널A
39. ↑  사도스키, “강정호, 바늘구멍을 뚫은 선수"
40. ↑  강정호 행선지, 필라델피아 가장 유력, 워싱턴까지 뛰어들어…계약조건은 머니투데이
41. ↑  ML 세인트루이스 단장 "강정호에게 관심 있었는데…" 뉴스1
42. ↑  日 언론 “도리타니 ML 진출 실패 배경에 강정호 있다." MK스포츠
43. ↑  니코스키 '강정호 입찰팀, 샌디에이고' 스포츠경향
44. ↑  강정호 포스팅, 이번에는 디트로이트와 미네소타? 시사포커스
45. ↑  ‘WAR 3.5' 강정호, 본즈 이후 PIT 최고 신인 OSEN
46. ↑  강정호, NL 이달의 신인 쾌거… 한국인 2번째 영예 OSEN
47. ↑  강정호, 이치로 이후 亞최고 야수 신인 OSEN
48. ↑  'WAR 팀 내 2위' 강정호, ML 신인 최다 '멀티히트' 스포티비뉴스
49. ↑  강정호 내야수 NL 1위 도전 OSEN
50. ↑  판타지서 툴로위츠키 대신할 SS, 강정호 '41.5%' 1위 OSEN
51. ↑  강정호 부상, 복귀까지 6~8개월 동아일보
52. ↑  강정호 신인왕 3위, ‘신인왕 4위’ 류현진 넘어섰다 스포츠한국
53. ↑  강정호, 726일 만의 빅리그 복귀전 첫 타석서 좌전 안타 - 연합뉴스
54. ↑  PIT, 강정호와 1년 계약 체결... 최대 550만 달러 - 스타뉴스
55. ↑  강정호 방출 확정…PIT 사장 "스윙 부족해 팀에 도움 주지 못했다" 보관됨 2022-03-26 - 웨이백 머신 - 스포츠투데이
56. ↑  '타율 0.143' 강정호, 도미니카리그에서 방출 - 연합뉴스